# 7241 Kuroda
A 7241 Kuroda (ideiglenes jelöléssel 1990 VF3) a Naprendszer kisbolygóövében található aszteroida. Endate Kin,  Vatanabe Kazuró fedezte fel 1990. november 11-én.